# Coccobius graminis
Coccobius graminis är en stekelart som beskrevs av Prinsloo 1995. Coccobius graminis ingår i släktet Coccobius och familjen växtlussteklar. Inga underarter finns listade i Catalogue of Life.